# Палиев, Антон Иванович
Антон Иванович Палиев (21 января 1921, с. Бобрава, Курская губерния — 7 ноября 1980, с. Нижняя Сыроватка, Сумская область) — младший лейтенант Рабоче-крестьянской Красной Армии, участник Великой Отечественной войны, Герой Советского Союза (1943).

## Биография
Антон Палиев родился 21 января 1921 года в селе Бобрава (ныне — Ракитянский район Белгородской области). После окончания неполной средней школы работал сначала на родине, затем уехал на Дальний Восток, работал счетоводом на станции Губерово Приморской железной дороги. В 1940 году Палиев был призван на службу в Рабоче-крестьянскую Красную Армию. С 1942 года — на фронтах Великой Отечественной войны.
К октябрю 1943 года младший сержант Антон Палиев был пулемётчиком 21-го стрелкового полка 180-й стрелковой дивизии 38-й армии Воронежского фронта. Отличился во время битвы за Днепр. В начале октября 1943 года Палиев участвовал в боях на плацдарме на западном берегу Днепра в районе села Старые Петровцы Вышгородского района Киевской области Украинской ССР. Во время очередной контратаки противника Палиев, подпустив его поближе, открыл массированный пулемётный огонь, вынудив его отступить.
Указом Президиума Верховного Совета СССР от 29 октября 1943 года за «образцовое выполнение боевых заданий командования на фронте борьбы с немецкими захватчиками и проявленные при этом мужество и героизм» младший сержант Антон Палиев был удостоен высокого звания Героя Советского Союза с вручением ордена Ленина и медали «Золотая Звезда».
В 1944 году Палиев окончил курсы младших лейтенантов, в 1945 году — курсы усовершенствования командного состава. В 1946 году в звании младшего лейтенанта он был уволен в запас. Проживал и работал в селе Нижняя Сыроватка Сумского района Сумской области Украинской ССР. Скончался 7 ноября 1980 года, похоронен в Нижней Сыроватке.
Был также награждён рядом медалей.